# Список втрачених природоохоронних територій Хмельницької області

## Заказники
| Назва та категорія                   | Розташування | Рішення про оголошення                                                                   | Рішення про скасування                                      | Опис |
| ------------------------------------ | --- | ---------------------------------------------------------------------------------------- | ----------------------------------------------------------- | --- |
| Лісовий заказник Корначівський ліс   | в ур. Проскурівський ліс Яромолинецького лісгоспзагу, неподалік від села Проскурівка                                                   | Рішення Облвиконкому № 156-р"б" від 11.06.1970 року.                                     | Рішення Облвиконкому № 194 від 26.10.1990 р.                | Площа — 125 га. Скасування статусу відбулось по причині: Вилучена із її зони територія втратила свою природну наукову цінність |
| Полонський                           | Шепетівський лісгосп (Полонське лісництво, кв. 76, 77, 93, 108, 109, 110, 111, 112. Мальованське лісництво, квадрати 96,97, 100, 101). | Рішення Облвиконкому № 194 від 26.10.1990 р.; Рішення Облвиконкому № 7 від 25.10.1992 р. | Рішення Хмельницького Облвиконкому № 21 від 11.05.1999 року | Виявлено ряди рослин занесених до «Червоної книги УРСР». Площа — 911 га з 1990 року. Площа — 1078 га з 1992 року. Причина скасування: включення до складу регіонального ландшафтного парку «Мальованка».                               |
| Гідрологічний заказник Мальованський | Шепетівський лісгосп (Мальованське лісництво, кв. 61, 72, 81, 82, 87-90).                                                              | Рішення облвиконкому № 7 від 25.10.1992 р.                                               | Рішення Облвиконкому № 21 від 11.05.1999 р.                 | Площа — 270 га. Невеликі лісові болота. Причина скасування: включення до складу регіонального ландшафтного парку «Мальованка». |
| Гідрологічний заказник Савицький     | Шепетівський лісгосп (Мальованське лісництво, кв. 61, 72, 81,82, 87-90).                                                               | Рішення Облвиконкому № 66-р від 28.08.1994 року.                                         | Рішення Облвиконкому № 21 від 11.05.1999 р.                 | Площа — 56,3 га. Невеликі лісові болота. Причина скасування: включення до складу регіонального ландшафтного парку «Мальованка». |
| Ботанічний заказник Горіле болото    | Лісовий масив агроцеху «Україна» в 2,4 км від с. Конотоп, Шепетівського заводу культиваторів                                           | Рішення Хмельницького облвиконкому № 7 від 25.10.1992 р.                                 | Рішення Облвиконкому № 21 від 11.05.1999 р.                 | Площа — 54 га. Типове подільське болото з різноманітною флорою і фауною. Причина скасування: включення до складу регіонального ландшафтного парку «Мальованка»                                                                         |
| Лісовий заказник Сковородецький      | в Сковородецькому лісництві | Рішення Хмельницького облвиконкому № 7 від 25.10.1992 р.                                 | Рішення Хмельницької обласної ради № 7 від 28.10.1994 р.    | Площа — 55,8 га. Причина скасування: розширення площі і створення нової комплексної пам'ятки природи «Сковородецькі краєвиди». |
| Ботанічний заказник Русалчині поляни | Шепетівське колективне відгодівельне підприємство, на півночі від с. Мальованка.                                                       | Рішення Облвиконкому № 2 від 01.11.1996 року                                             | Рішення Облвиконкому № 21 від 11.05.1999 р.                 | Площа — 60 га. Ділянка лісу на якій розміщено 3 озера. Кожне з озер та прилеглі до них ділянки землі та лісу цікаві різноманітним флористичним складом. Причина скасування: включення до регіонального ландшафтного парку «Мальованка» |

## Пам'ятки природи
| Назва та категорія                                             | Розташування                                                                                     | Рішення про оголошення                                                                                         | Рішення про скасування                                             | Опис |
| -------------------------------------------------------------- | ------------------------------------------------------------------------------------------------ | --- | ------------------------------------------------------------------ | --- |
| Ботанічні                                                      |                                                                                                  | |                                                                    | |
| Азалія понтійська                                              | Вид. 22, кв. 69 Полонського лісництва Шепетівського держлісгоспу.                                | Розпорядження облвиконкому № 132 від 15.05.1975 р. та рішення обласної ради № 4 від 25.12.1992 р. (розширення) | Рішення Хмельницької обласної ради № 10 від 29.02.2000 р.          | Площа — 2,7 га. Причина скасування: включення території пам'ятки до регіонального природного парку «Мальованка» |
| Айлант високий                                                 | вул. Ленінградська, 29, м. Кам'янець-Подільський                                                 | Рішення Облвиконкому № 156-р"б" від 11.06.1970 року.                                                           | Рішення Облвиконкому № 194 від 26.10.1990 р.                       | Площа — 0,5 га. Сім дерев айланта високого. Причина скасування: знесення під забудову гуртожитку. |
| Алея дуба звичайного                                           | В урочищі Чертятин (квартал 58)                                                                  | Рішення облвиконкому № 278 від 04.09.1982 року                                                                 | Інформація відсутня, але в офіційних переліках об'єкт не міститься | Площа — 38,3 га. Цінна довголітнями як насінна ділянка. |
| Бархат амурський                                               | В урочищі «Совиний Яр», Кам'янець-Подільський лісгосп, Привотське лісництво, кв. 20, діл. 9      | Рішення Хмельницького Облвиконкому № 156-р"б" від 11.06.1970 року                                              | Інформація відсутня, але в офіційних переліках об'єкт не міститься | Площа — 2 га. Цінне насадження коркового дерева амурського (давніша назва «бархат амурський») віком 35 років. |
| Біота східна                                                   | вул. Ленінградська, 69, м. Кам'янець-Подільський                                                 | Рішення Хмельницького Облвиконкому № 242 від 21.11.1984 року.                                                  | Рішення Облвиконкому № 194 від 26.10.1990 р.                       | Площа — 0,01 га. Одне дерево. Скасування статусу відбулось по причині всихання. |
| Голицька дача                                                  | Голицьке лісництво (кв. 40, діл. 14) біля села Голики, Славутського району                       | Рішення Хмельницького Облвиконкому № 156-р"б" від 11.06.1970 року                                              | Інформація відсутня, але в офіційних переліках об'єкт не міститься | Площа — 15 га. Насадження сосни з буком віком 90 років, висотою 30 м, середнім діаметром 40 см. |
| Голицька дача                                                  | Голицьке лісництво (кв. 38, діл. 8)                                                              | Рішення Хмельницького Облвиконкому № 242 від 21.11.1984 року                                                   | Інформація відсутня, але в офіційних переліках об'єкт не міститься | Площа — 15 га. Ділянка ялини звичайної віком 80 років, висотою 30 м, середнім діаметром 32 см. |
| Горіх Зібольда                                                 | вул. Тімірязєва, 28 в місті Кам'янець-Подільський.                                               | Рішення Хмельницького Облвиконкому № 156-р"б" від 11.06.1970 року.                                             | Рішення Облвиконкому № 194 від 26.10.1990 р.                       | Горіх Зібольда віком 45 років, висотою 16 м, діаметром 26 см. Причина скасування: знесення під розширення вулиці. |
| Горіх маньчжурський                                            | Кам'янець-Подільський лісгоспзаг                                                                 | Рішення Хмельницького Облвиконкому № 156-р"б" від 11.06.1970 року.                                             | Інформація відсутня                                                | Екзот — цінне дерево, 2 екземпляри віком 30 років. |
| Горі́х чо́рний                                                   | вул. Дзержинського, 1 в місті Кам'янець-Подільський.                                             | Рішення Хмельницького Облвиконкому № 156-р"б" від 11.06.1970 року.                                             | Рішення Облвиконкому № 194 від 26.10.1990 р.                       | Чотири дерева горіха чорного. Скасування статусу відбулось по причині знесення під будівництво школи № 9 |
| Граб з корою дуба                                              | Кам'янець-Подільський лісгосп (Дунаєвецьке лісництво, «ур. Ковтун», кв. 7, вид. 1)               | Рішення Облвиконкому № 156-р"б" від 11.06.1970 року.                                                           | Рішення Облвиконкому № 67-р від 28.05.1995 р.                      | Площа — 0,1 га. Одне дерево віком 65 років, висотою 22 м, діаметром 26 см. Причина скасування: масове висихання і випадання ялини. |
| Грабово-дубове-ясеневе високобонітетне насадження              | Кам'янець-Подільський лісгосп, Малівецьке лісництво, кв. 34, діл. 7                              | Рішення Облвиконкому № 466-р від 06.12.1972 року                                                               | Інформація відсутня, але в офіційних переліках об'єкт не міститься | Площа — 5,5 га. Цінність в тому, що тут природно формується високобонітетне і продуктивне насадження. |
| Державний лісовий заказник                                     | кв. 94, 95, 96, 97 Плужняньського лісництва Ізяславського лісгоспзагу                            | Рішення облвиконкому № 132 від 15.05.1975 року                                                                 | Інформація відсутня, але в офіційних переліках об'єкт не міститься | Площа — 140 га. Насадження дуба черешчатого з домішками сосни 10-15 % високої продуктивності. Вік 90-100 років. |
| Дільниця лісу Бука європейського                               | Старокостянтинівський лісгосп, Самчиківське лісництво, кв. 4, діл. 5).                           | Рішення Облвиконкому № 358-р від 22.10.1969 року.                                                              | Рішення Облвиконкому № 20-24 від 18.11.2009 р.                     | Букове насадження віком 200 років. Причина скасування: включення до складу лісового заказника місцевого значення «Новиківський». |
| Дуб звичайний                                                  | кв. 28, діл. 15 Дунаєвецького лісництва                                                          | Рішення Облвиконкому № 156-р"б" від 11.06.1970 року.                                                           | Рішення Облвиконкому № 194 від 26.10.1990 р.                       | Площа — 0,1 га. Одне дерево дуба звичайного. Причина скасування: включення до лісового заказника «Рахнівецький». |
| Дуб звичайний                                                  | кв. 31, діл. 2, 3 Дунаєвецького лісництва                                                        | Рішення Облвиконкому № 156-р"б" від 11.06.1970 року.                                                           | Рішення Облвиконкому № 194 від 26.10.1990 р.                       | Площа — 0,2 га. Два дерева. Причина скасування: включення до лісового заказника «Рахнівецький». |
| Дуб черещатий                                                  | ділянці 2 (квадрат 64) Полонського лісництва                                                     | Рішення Облвиконкому № 255 від 15.10.1986 року                                                                 | Рішення Облвиконкому № 21 від 11.05.1999 р.                        | Площа — 21 га. Причина скасування: включення до складу регіонального ландшафтного парку «Мальованка». |
| Іванецький                                                     | за 5 км від с. Іванець Кам'янець-Подільського лісгоспзагу                                        | Рішення облвиконкому № 7 від 25.10.1992 року                                                                   | Інформація відсутня,                                               | Площа — 150 га. Дубово-грабова діброва з різноманітною рослинністю. |
| Клен сріблястий                                                | по вул. Ленінградська, 69 в місті Кам'янець-Подільський                                          | Рішення Облвиконкому № 156-р"б" від 11.06.1970 року.                                                           | Рішення Облвиконкому № 194 від 26.10.1990 р.                       | Площа — 0,1 га. Одне дерево. Скасування статусу відбулось по причині загибелі під час бурі в 1989 році. |
| Насадження на садибі сільськогосподарського інституту          | Подільський державний аграрно-технічний університет, м. Кам'янець-Подільський                    | Рішення облвиконкому № 358-р від 22.10.1969 року                                                               | Інформація відсутня                                                | Площа — 38,3 га. Насадження налічує до 50 різних екзотичних дерев. |
| Платан кленолистий                                             | по вул. Ленінградська, 70 в місті Кам'янець-Подільський.                                         | Рішення Облвиконкому № 358-р від 22.10.1969 р..                                                                | Рішення Облвиконкому № 194 від 26.10.1990 р.                       | Площа — 0,01 га. Дерево платана кленолистого віком 90 років, висотою 30 м, діаметром 76 см. Причина скасування: загибель дерева під час бурі в 1989 році. |
| Рахновецька дача                                               | Кам'янець-Подільський лісгосп, Дунаєвецьке лісництво, кв. 30, діл. 90                            | Рішення Облвиконкому № 156-р"б" від 11.06.1970 р.                                                              | Рішення Облвиконкому № 194 від 26.10.1990 р.                       | Площа — 4,9 га. Ділянка дуба звичайного віком 140 років, висотою 27 м, середнім діаметром 48 см. Причина скасування: включення до лісового заказника «Рахновецький» |
| Сатанівська дача                                               | Ярмолинецький лісгосп, Сатанівське лісництво, кв. 32, вид. 4.                                    | Рішення Облвиконкому № 242 від 21.11.1984 року                                                                 | Рішення Облвиконкому № 194 від 26.10.1990 р.                       | Площа — 2,4 га. Буково-дубові насадження віком 68 років, висотою 22 метрів та середнім діаметром 32 см. Статус скасовано через входження до заказника «Сатанівський» |
| Сатанівська дача                                               | Ярмолинецький лісгосп, Сатанівське лісництво, кв. 32, вид. 6.                                    | Рішення Облвиконкому № 242 від 21.11.1984 року                                                                 | Рішення Облвиконкому № 194 від 26.10.1990 р.                       | Площа — 7,2 га. Буково-дубові насадження віком 68 років, висотою 27 метрів та середнім діаметром 40 см. Статус скасовано через входження до заказника «Сатанівський» |
| Сатанівська дача                                               | Ярмолинецький лісгосп, Сатанівське лісництво, кв. 32, вид. 7.                                    | Рішення Облвиконкому № 242 від 21.11.1984 року                                                                 | Рішення Облвиконкому № 194 від 26.10.1990 р.                       | Площа — 2,2 га. Буково-дубові насадження віком 88 років, висотою 26 метрів та середнім діаметром 38 см. Причина скасування: входження до заказника «Сатанівський» |
| Сатанівська дача                                               | Ярмолинецький лісгосп, Сатанівське лісництво, кв. 32, вид. 12.                                   | Рішення Облвиконкому № 242 від 21.11.1984 року                                                                 | Рішення Облвиконкому № 194 від 26.10.1990 р.                       | Площа — 0,7 га. Буково-дубові насадження віком 103 роки, висотою 29 метрів та середнім діаметром 40 см. Статус скасовано через входження до заказника «Сатанівський» |
| Сатанівська дача                                               | Ярмолинецький лісгосп, Сатанівське лісництво, кв. 32, вид. 15.                                   | Рішення Облвиконкому № 242 від 21.11.1984 року                                                                 | Рішення Облвиконкому № 194 від 26.10.1990 р.                       | Площа — 0,8 га. Буково-дубові насадження віком 90 роки, висотою 26 метрів та середнім діаметром 36 см. Причина скасування: входження до заказника «Сатанівський» |
| Сатанівська дача                                               | Ярмолинецький лісгосп (Сатанівське лісництво, кв. 32, вид. 20).                                  | Рішення Облвиконкому № 242 від 21.11.1984 року                                                                 | Рішення Облвиконкому № 194 від 26.10.1990 р.                       | Площа — 0,7 га. Буково-дубові насадження віком 88 років, висотою 25 метрів та середнім діаметром 36 см. Причина скасування: входження до заказника «Сатанівський» |
| Сатанівська дача                                               | Ярмолинецький лісгосп (Сатанівське лісництво, кв. 32, вид. 21).                                  | Рішення Облвиконкому № 242 від 21.11.1984 року                                                                 | Рішення Облвиконкому № 194 від 26.10.1990 р.                       | Площа — 2,1 га. Буково-дубові насадження віком 93 років, висотою 26 метрів та середнім діаметром 40 см. Причина скасування: входження до заказника «Сатанівський» |
| Сосна звичайна                                                 | Голицьке лісництво, кв. 39, діл. 2.                                                              | Рішення Облвиконкому № 156-р"б" від 11.06.1970 року.                                                           | Рішення Облвиконкому № 194 від 26.10.1990 р.                       | Площа — 0,1 га. Одне дерево віком 205 років, висотою 32 м, діаметром 120 см. Причина скасування: загибель від ударів блискавки. |
| Софора Японська                                                | вид. 29, кв. 14 Струзького лісництва.                                                            | Рішення Хмельницької обласної ради № 3 від 17.12.1993 р.                                                       | Рішення обласної ради № 22-11/2004 від 30.03.2004                  | Площа — 0,2 га. Одне дерево виду софора японська. Причина скасування: руйнування дерева внаслідок вітровалу. |
| Ту́я за́хідна                                                    | по вул. Шевченка, 37, в місті Кам'янець-Подільський                                              | Рішення Облвиконкому № 242 від 21.11.1984 року.                                                                | Рішення Облвиконкому № 194 від 26.10.1990 р.                       | Шість дерев. Площа — 0,3 га. Скасування статусу відбулось під час реставрації будинку. |
| Урочище «Буцни»                                                | Бохнянське лісництво, кв. 61, діл. 2.                                                            | Рішення Облвиконкому № 156-р"б" від 11.06.1970 року.                                                           | Рішення Облвиконкому № 194 від 26.10.1990 р.                       | Площа — 2,5 га. Дубове насадження віком 110 років, висотою 24 м, середнім діаметром 82 см. |
| Урочище «Гайдучино-1»                                          | Старокостянтинівський лісгосп, Красилівське лісництво кв.83. діл. 6.                             | Рішення Облвиконкому № 72-р від 30.01.1968 року.                                                               | Рішення обласної ради № 20-24 від 18.11.2009 р.                    | Площа — 0,6 га. Ділянка цінного високопродуктивного насадження дугласії віком 75 років, заввишки 29 м, середнім діаметром 36 см. Причина скасування: включення до складу ботанічного заказника місцевого значення «Гайдучино».                                               |
| Урочище «Новіки»                                               | Старокостянтинівський лісгосп, Самчиківське лісництво, кв. 4, діл. 5                             | Рішення Облвиконкому № 358-р від 22.10.1969 року.                                                              | Рішення обласної ради № 20-24 від 18.11.2009 р.                    | Площа — 0,7 га. Ділянка бука європейського віком 220 років, висотою 26 м, середнім діаметром 60 см. Причина скасування: включення до складу лісового заказника місцевого значення «Новиківський».                                                                            |
| Урочище «Пеньки»                                               | Старокостянтинівський лісгосп, Самчиківське лісництво, кв. 4, діл. 5                             | Рішення Хмельницького Облвиконкому № 278 від 04.09.1982 року.                                                  | Рішення Хмельницького Облвиконкому № 67-р від 28.05.1995 року      | Площа — 2,3 га. Ділянка ялини віком 80 років, висотою 28 м, середнім діаметром 44 см. Скасування статусу відбулось по причині загибелі під час бурі. |
| Фундук канадський                                              | вул. Дзержинського, 24 м. Кам'янець-Подільський.                                                 | Рішення Облвиконкому № 156-р"б" від 11.06.1970 року.                                                           | Рішення Облвиконкому № 194 від 26.10.1990 р.                       | Площа — 0,1 га. Два дерева фундука канадського. Скасування статусу відбулось по причині знесення під забудову гуртожитку. |
| Хуторська дача                                                 | Хуторське лісництво, кв. 6, діл. 1                                                               | Рішення Облвиконкому № 156-р"б" від 11.06.1970 року.                                                           | Рішення Облвиконкому № 194 від 26.10.1990 р.                       | Площа — 3,4 га. Дубове насадження віком 90 років, висотою 28 м, діаметром 32 см. Причина скасування: дерева висохли і підлягають вирубці. |
| Циківська дача                                                 | біля села Нігина Кам'янець-Подільського району                                                   | Рішення Облвиконкому № 132 від 15.05.1975 р.; Постанова РМ УРСР від 14.08. 1975 р. № 780-р                     | Інформація відсутня                                                | Площа — 81 га. Товтровий кряж на якому зростає грабово-дубовий ліс з реліктовими для Поділля рослинами. |
| Гідрологічні                                                   |                                                                                                  | |                                                                    | |
| Ада́мівський                                                    | між селами Адамівка та Слобідка Деражнянського району                                            | Рішення облвиконкому № 7 від 25.10.1992 року                                                                   | Інформація відсутня, але в офіційних переліках об'єкт не міститься | Площа — 169 га. Заболочена місцевість з типовою рослинністю. Ймовірно увійшов до складу заказника Шиїнський після розширення 1994 року. |
| Гарнишівський                                                  | біля с. Гарнишівка Волочиського району                                                           | Рішення облвиконкому № 2 від 01.11.1996 року                                                                   | Інформація відсутня, але в офіційних переліках об'єкт не міститься | Площа — 50 га. Низинне болото по річці Грабака, яке підтримує водний режим річки. |
| Джерело «Віра»                                                 | на лівому схилі каньйону над р. Збруч між смт Сатанів і с. Сатанівка                             | Рішення Хмельницького Облвиконкому № 278 від 04.09.1982 року.                                                  | Рішення Облвиконкому № 25 від 15.10.1986 р.                        | Площа — 0,5 га. Джерело води ізетомічного-гідрокарбонато-кальцієво-магнієвої води. Досліджене Одеським інститутом курортології 1961. Причина скасування: включення до парку-пам'ятки садово-паркового мистецтва загальнодержавного значення «Сатанівська перлина»            |
| Джерело «Надія»                                                | на лівому схилі каньйону над р. Збруч між смт Сатанів і с. Сатанівка                             | Рішення Хмельницького Облвиконкому № 278 від 04.09.1982 року.                                                  | Рішення Облвиконкому № 25 від 15.10.1986 р.                        | Площа — 0,5 га. Джерело води з металічним залізистим присмаком дебіт 60 м на добу, слабо-лужна, близька до нейтральної. Досліджена в 1961 році. Причина скасування: включення до парку-пам'ятки садово-паркового мистецтва загальнодержавного значення «Сатанівська перлина» |
| Джерело «Наталя»                                               | поблизу смт Сатанів, біля ГЕС та профілакторію                                                   | Рішення Хмельницького Облвиконкому № 278 від 04.09.1982 року.                                                  | Рішення Облвиконкому № 25 від 15.10.1986 р.                        | Площа — 0,5 га. Джерело слаболужної, слабомінералізованої води. Причина скасування: включення до парку-пам'ятки садово-паркового мистецтва загальнодержавного значення «Сатанівська перлина»                                                                                 |
| Довгий берег                                                   | на лівому березі р. Бужок на відстані 1 км на схід від села Митківці Летичівського району        | Рішення облвиконкому № 251 від 20.09.1979 року                                                                 | Інформація відсутня, але в офіційних переліках об'єкт не міститься | Площа — 5 га. Типове заплавне болото. Тут ростуть занесені до «Червоної книги» рослини родини архідних, сашник ржавий та інші. |
| Конотопський                                                   | біля с. Конотоп                                                                                  | Рішення облвиконкому № 7 від 25.10.1992 р.                                                                     | Інформація відсутня, але в офіційних переліках об'єкт не міститься | Площа — 34 га. |
| Зоологічні                                                     |                                                                                                  | |                                                                    | |
| Ластівка-береговушка                                           | поблизу с.Нове Поріччя                                                                           | Рішення облвиконкому № 7 від 25.10.1992 р.                                                                     | Рішення обласної ради № 10 від 4.04.2001 р.                        | Площа — 1 га. Скасування статусу відбулось по причині того що під час весняного підтоплення талими водами 1999 року стався обвал прямовисної стінки з норами-гніздами ластівок. Надалі колонія ластівок не продовжувала гніздування в даному урочищі.                        |
| Лелека чорний                                                  | Шепетівський лісгосп, Полонське лісництво, кв. 46, вид. 10                                       | Рішення Хмельницької обласної ради № 7 від 28.10.1994 р.                                                       | Рішення обласної ради № 10 від 29.02.2000 р.                       | Площа — 3 га. Статус скасовано після включення території пам'ятки до регіонального природного парку «Мальованка». |
| Щедрівська колонія чайок                                       | Острів з прилеглими сплавами на Щедрівському водосховищі неподалік смт Летичів.                  | Рішення Облвиконкому № 213 від 15.07.1982 року.                                                                | Рішення Хмельницького Облвиконкому № 225 від 15.10.1986 року       | Площа — 5 га. Причина скасування: розширення площі і створення нового орнітологічного заказника «Щедрівський». |
| Геологічні                                                     |                                                                                                  | |                                                                    | |
| Розріз середньої частини канилівської серії (Карповська свита) | неподалік с. Лоївці, за 0,8 км південніше північної околиці села Яр на лівому березі р. Жарнівка | Рішення Хмельницького Облвиконкому № 278 від 04.09.1982 року.                                                  | Інформація відсутня                                                | Площа — 1,5 га. Один з небагатьох незатоплюваних розрізів жарнівської свити з відбитками рослин і м'якотілих організмів. |
| Комплексні                                                     |                                                                                                  | |                                                                    | |
| Дубово-грабова діброва                                         | Кам'янець-Подільський лісгосп (Панівецьке лісництво, Княжпільська дача кв. 51, діл. 7)           | Рішення облвиконкому № 466-р від 06.12.1972 року                                                               | Інформація відсутня                                                | Площа — 5 га. Тут росте неповторної краси дубово-грабова діброва. В цьому місці є також історична пам'ятка — старовинне городище. Входить до складу заказника Княжпільський.                                                                                                 |

## Заповідні урочища
| Назва та категорія | Розташування                                 | Рішення про оголошення                                       | Рішення про скасування                                             | Опис |
| ------------------ | -------------------------------------------- | ------------------------------------------------------------ | ------------------------------------------------------------------ | --- |
| Проскурівський ліс | поблизу с. Проскурівка Ярмолинецького району | Рішення Хмельницького облвиконкому № 278 від 04.09.1982 року | Інформація відсутня, але в офіційних переліках об'єкт не міститься | Площа — 250 га. Мальовничий лісовий масив, де зростають рідкісні і занесені до «Червоної книги» рослини. |